# Йохан II фон Глайхен-Рембда
Йохан II фон Глайхен-Рембда (на немски: Johann II von Gleichen-Rembda; * пр. 1504; † 16 юли 1545) е граф на Глайхен-Рембда.
Той е единственият син на граф Ернст XIII фон Глайхен-Рембда-Бланкенхайн († 1504) и съпругата му Маргарета Шенкин фон Таутенбург († 1523), дъщеря на Ханс Шенк фон Таутенбург († сл. 1475) и Анна фон Плауен († 1501).

## Фамилия
Йохан II фон Глайхен-Рембда се жени за Хедвиг фон Гера († 1531), дъщеря на Хайнрих XIII/XIV фон Гера († 1538) и първата му съпруга Матилда фон Миниц († сл. 1510). Те имат две дъщери:
- Анна († 22 април 1570), омъжена на 22 април 1556 г. за фрайхер Хуго I фон Шьонбург-Лихтенщайн († 1566)
- Маргарета († 19 март 1570), омъжена на 4 февруари 1554 г. в Гера за Кристофел фон Плесе (1535 – 1567)

Йохан II фон Глайхен-Рембда се жени втори път на 6 юни 1533 г. за Анна фон Глайхен-Тона (* ок. 1500; † сл. 1554), вдовица на Ханс Шенк фон Таутенбург „Стари“ († 1529), дъщеря на граф Зигмунд II фон Глайхен-Тона († 1525) и Елизабет фон Изенбург-Бюдинген († ок. 1543). Те имат децата:
- Йохан IV (II) († 28 март 1567), женен 1558 г. за Катарина фон Плесе († 1581/1606), сестра на Кристофел фон Плесе
- Елизабет († сл. 1564)
- Магалена († 12 януари 1571), омъжена пр. 1561 г. за Георг Шенк фон Таутенбург (1537 – 1579)